# Emil Mánik
Emil Mánik (22. února 1930 – 7. února 2005) byl slovenský a československý politik a bezpartijní poslanec Sněmovny národů Federálního shromáždění za normalizace.

## Biografie
K roku 1971 se profesně uvádí jako údržbář strojů.
Ve volbách roku 1971 zasedl do slovenské části Sněmovny národů (volební obvod č. 93 - Zlaté Moravce, Západoslovenský kraj). Ve FS setrval do konce funkčního období, tedy do voleb roku 1976.